# Pireneji
Pireneji (lat. Pyrenaei Montes, fra. Pyrenees, špa. Pirineos, katalonski Pirineus, okcitanski Pirenèus, aragonski Perinés, baskijski Pirinioak ili Auñamendiak) su planinski lanac na jugozapadu Europe. Lanac dijeli Pirenejski poluotok od Francuske. Proteže se od 430 km od Atlantskog oceana (Biskajski zaljev) do Sredozemnog mora (Cap de Creus).
Lanac predstavlja prirodnu granicu između Španjolske i Francuske, između kojih se smjestila i Kneževina Andora. U Pirenejima se nalaze francuski departmani, od istoka na zapad: Pyrénées-Orientales, Aude, Ariège, Haute-Garonne, Hautes-Pyrénées, i Pyrénées-Atlantiques; te španjolske provincije: katalonske (Girona, Barcelona, Lleida), aragonska Huesca, baskijska Guipúzcoa, te Zaragoza i Navara. Najveći izuzetak od ovog pravila je dolina Val d'Aran, koja pripada Španjolskoj iako leži na sjevernoj strani grebena. Druga manja orografska odstupanja uključuju slap Serdan i španjolsku enklavu, grad Lliviju u autonomnoj zajednici Kataloniji. 

## Zemljopisne odlike
Središnji Pireneji se pružaju na istok od Port d'Canfranca do Val d'Arana, i u njima su najveći vrhovi::
- Pico d'Aneto ili Pic de Néthou 3.404 m
- Mont Posets 3.375 m
- Mont Perdu ili Monte Perdido ili Mont Perdut 3.355 m

Na atlantskim Pirenejima strane se postupno uzdižu od istoka ka zapadu. Na istočnim Pirenejima, s izuzetkom jednog prekida na krajnjem istoku (Pyrénées Ariégeoises), srednja nadmorska visina je ujednačena dok iznenada ne opadne u dijelu lanca poznatog kao Albères.
Pirineji su stariji od Alpa: prvi sedimenti su stvoreni u obalnom bazenu tijekom paleozoika i mezozoika. U razdoblju starije krede nastao je Baskijski zaljev, koji je gurnuo Španjolsku prema Francuskoj i stvorio velike slojeve potisnutih sedimenata. Intenzivan pritisak i udizanje zemljine kore prvo su se dogodili u istočnom dijelu i postupno se proširili na cijelo gorje, da bi kulminirali u razdoblju eocena.
Istočni dio Pireneja se sastoji uglavnom od granitnih i gnajsnih stijena, dok na zapadu granitni vrhovi imaju vapnenačke slojeve. Masivni i oštri vrhovi grebena su od granita, koji je posebno otporan na eroziju, kao i na glacijalne promjene.
Upadljive odlike pirenejskog pejzaža su: 
- odsustvo velikih jezera, kakvima su ispunjene doline Alpa,
- rijetki i visoki planinski prijevoji,
- veliki broj planinskih bujica (gaves) koje često stvaraju visoke vodopade, koje nadmašuju jedino oni u Skandinaviji,
- česta pojava da gornji dio doline dobije oblik polukružnog strmog grebena (cirk).

Najveći vodopad je Gavarnie (462 m) na ulazu Gave de Pau; Cirque de Gavarnie, u istoj dolini, je vjerojatno najpoznatiji primjer kružne formacije. Posebno zanimljiva atrakcija je La Brèche de Roland, otvor u grebenu, koji je prema predaji stvorio Roland.

## Prirodna bogatstva
U Prirenejima nema mnogo metala, iako postoje rudnici željezne rudače u Vie de Sos (Ariège) i u podnožju Canigoua u istočnim Pirinejima. Rezerve ugljena koje se mogu vaditi nalaze se uglavnom na španjolskoj strani, ali na francuskoj strani postoje brojna nalazišta lignita. Otvoreni rudnik u Trimunu (Ariège) je jedan od najvećih nalazišta talka u Europi.
Mineralni izvori su obilni i značajni, a naročito su poznati termalni izvori, kojih na Alpama ima veoma malo.
Količina padalina, kiše i snijega, je mnogo veća u zapadnim nego u istočnim Pirenejima, što se različito odražava na klimu. Prvo, istočni Pirineji nemaju ledenjake, jer je količina snijega koja padne nedovoljna za njihov nastanak. Ledenjaci su ograničeni na sjeverne padine središnjih Pireneja i ne klize naniže u doline, kao u Alpama, ali imaju veliku dužinu na planinskom grebenu. Oni čine usko područje blizu vrhova najviših planina. Ovdje, kao i u drugom visokom gorju središnje Europe, ima dokaza o mnogo većem prostiranju ledenjaka u vrijeme ledenog doba. 

## Bioraznolikost
Veće padalina na zapadnom dijelu lanca imaju još veći utjecaj na vegetaciju. Niži dijelovi planine na krajnjem zapadu su dobro pošumljeni, ali količina šuma opada prema istoku, pa su istočni Pireneji poprilično divlji i goli. Postoji promjena i u sastavu flore od zapada prema istoku. Na zapadu je flora, bar na sjeveru, slična onoj u središnjoj Europi, dok je na istoku mediteranska, iako je razlika u geografskoj širini samo 1°. Pireneji su relativno bogati endemskim vrstama, a najznačajniji primjeri endemizma su jedinstvena europska vrsta Dioscorea (vrsta puzavice), Dioscorea pyrenaica, koja se može naći samo u visokim predjelima središnjih Pireneja, i monotipska vrsta Xatardia, koja raste samo na visokom prijevoju između Val d'Eynes i Katalonije. Rod koji je najbogatije zastupljen u Pirenejima su kamenike, od kojih su nekoliko vrsta endemske.
U fauni Pireneji također imaju neke izvanredne primjerke endemizma. Pirinejska vodena krtica (Galemys pyrenaicus) može se naći samo u nekim potocima na severnim padinama planine, a jedini drugi član ovog roda nalazi se u rijekama Kavkaza u južnoj Rusiji. Pirinejski salamander (Euproctus pyrenaicus), endemska vrsta salamandera, također živi u potocima i jezerima na velikim visinama. Među ostalim osobitostima pirenejske faune su slijepi insekti u spiljama Ariège, od kojih su najvažniji rodovi Anophthalmus i Adelops. Pirinejski kozorog (Capra pyrenaica pyrenaica) je tajanstveno nestao u siječnju 2000.; domaći pirenejski mrki medvjed je gotovo istrebljen 1990-ih, ali je ponovo naseljen 1996., kada su tri medvjeda dovedena iz Slovenije. Uspješno su odgajani pa se vjeruje kako danas ima 15 mrkih medvjeda u središnjem području oko Fosa i četiri domaća medveda u dolini Aspe.

## Vanjske poveznice
- Turističke informacije o Pirenejima (Katalonija, Andora, Aragon, Navara, Baskija) i Kosta Brava (engl.)
- Ledenjaci na Pirenejima (engl.)
- Hoteli na Pirenejima (fr.)